# I Used to Think I Could Fly
I Used to Think I Could Fly è il primo album in studio della cantante canadese Tate McRae, pubblicato il 27 maggio 2022.

## Antefatti
In un'intervista concessa a NME nel 2021, McRae ha dichiarato di aver analizzato album come Blonde di Frank Ocean, When We All Fall Asleep, Where Do We Go? di Billie Eilish e After Hours di The Weeknd per trarre ispirazione per il suo album di debutto. In un'intervista concessa a People, l'artista ha inoltre dichiarato che molte delle canzoni incluse nel suo album di debutto sono nate da pensieri negativi che lei ha messo su carta «come in un diario». Nel marzo 2022 McRae ha annunciato di aver deciso la lista tracce finale dell'album e di essere in attesa di un parere positivo da parte della RCA Records.

## Tracce
1. ? – 0:16
2. Don't Come Back – 2:32
3. I'm So Gone – 2:26
4. What Would You Do? – 2:46
5. Chaotic – 2:55
6. I Hate Myself – 2:53
7. What's Your Problem? – 2:47
8. She's All I Wanna Be – 3:27
9. Boy X – 3:46
10. You're So Cool – 2:50
11. Feel like Shit – 3:23
12. Go Away – 3:33
13. I Still Say Goodnight – 3:08

## Classifiche
| Classifica (2022) | Posizione massima |
| ----------------- | ----------------- |
| Australia         | 10                |
| Austria           | 22                |
| Belgio (Fiandre)  | 15                |
| Belgio (Vallonia) | 102               |
| Canada            | 3                 |
| Danimarca         | 37                |
| Finlandia         | 36                |
| Francia           | 174               |
| Germania          | 44                |
| Irlanda           | 9                 |
| Lituania          | 53                |
| Nuova Zelanda     | 5                 |
| Paesi Bassi       | 16                |
| Regno Unito       | 7                 |
| Spagna            | 43                |
| Repubblica Ceca   | 40                |
| Slovacchia        | 67                |
| Stati Uniti       | 13                |
| Svezia            | 28                |
| Svizzera          | 39                |